# Micrasema sericeum
Micrasema sericeum är en nattsländeart som beskrevs av František Klapálek 1902. Micrasema sericeum ingår i släktet Micrasema och familjen bäcknattsländor. Inga underarter finns listade i Catalogue of Life.